# Столяров, Алексей Иванович
Алексе́й Ива́нович Столяро́в (20 февраля (5 марта) 1905, Санкт-Петербург, Российская Империя — 1944, Москва, СССР) — советский борец, футболист, выступавший на позиции полузащитника, а также первый старший тренер в истории футбольного клуба «Локомотив» (Москва). Заслуженный мастер спорта СССР (1939).

## Карьера

### Клубная
Начинал карьеру в футбольном клубе «Меркур» из Петрограда в 1921—1923 годах. Также выступал в ленинградском и московском «Динамо». В 1928 году стал победителем Всесоюзной Спартакиады по греко-римской борьбе. В составе команды города Москвы стал чемпионом всесоюзного первенства по футболу в 1932 году.

### В сборной
Провёл четыре неофициальных матча за сборную СССР по футболу в 1927 и 1932 годах.

### Тренерская
В 1936 году стал старшим тренером футбольного клуба «Локомотив» (Москва). При этом он провёл 7 матчей в чемпионате СССР в составе команды, являясь так называемым «играющим» тренером. Привёл клуб к победе в первом розыгрыше Кубка СССР.

## Достижения

### Личные
- Победитель Всесоюзной Спартакиады по греко-римской борьбе: 1928

### Командные
- Чемпион СССР: 1932
- Обладатель Кубка СССР: 1936

## Награды
- Орден «Знак Почёта»: 22.07.1937
- Заслуженный мастер спорта СССР по греко-римской борьбе: 1939[2]